# ۱۰۳ (قمری)
۱۰۳ (قمری)، صد و سومین سال در گاهشماری هجری قمری است. اول محرم این سال برابر با پنجم ژوئیه سال ۷۲۱ میلادی است.

## وابسته
- اسماعیل پسر جعفر